# Vingelz
Vingelz (toponimo tedesco; in francese Vigneules) è un quartiere di 805 abitanti del comune svizzero di Bienne, nel Canton Berna (regione del Seeland, circondario di Bienne).

## Geografia fisica
Vingelz si affaccia sul Lago di Bienne.

## Storia

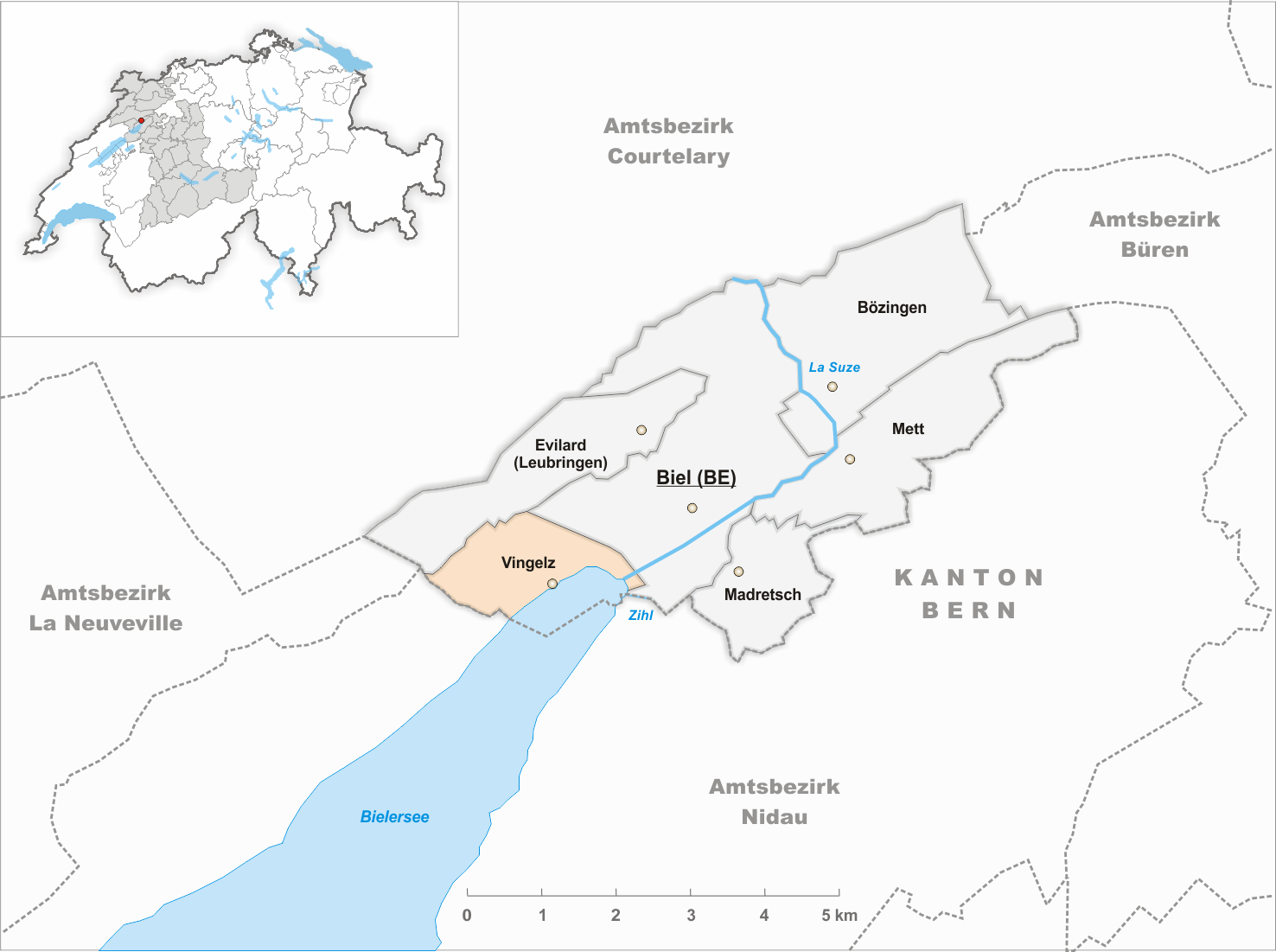
Il territorio del comune di Vingelz prima degli accorpamenti comunali del 1900

Già comune autonomo che apparteneva al distretto di Bienne e che si estendeva per 1,69 km², nel 1900 è stato accorpato a Bienne.

## Società

### Evoluzione demografica
L'evoluzione demografica è riportata nella seguente tabella:
Abitanti censiti

## Amministrazione
Ogni famiglia originaria del luogo fa parte del comune patriziale che ha la responsabilità della manutenzione di ogni bene comune.